# 南淵請安
南淵 請安（みなぶち の しょうあん、生没年不詳）は、飛鳥時代の学問僧。大和国高市郡南淵村（現在の奈良県の飛鳥川上流の明日香村稲渕）出身の学者。『日本書紀』に「南淵漢人請安」とあり、漢人系渡来人とされる。

## 経歴
608年（推古天皇16年）、遣隋使小野妹子に従い高向玄理、僧旻ら8人の留学生、留学僧の一人として隋へ留学する。32年間、隋の滅亡（618年）から唐の建国の過程を見聞して、640年（舒明天皇12年）に高向玄理とともに帰国。隋の学問知識を日本に伝え、開塾した。
中大兄皇子と中臣鎌足は請安の塾に通う道すがら蘇我氏打倒の計画を練ったと伝えられる。請安が伝えた知識が大化の改新に与えた影響は大きいが、彼自身が新政府に加わった痕跡はなく、死去した時期はそれ以前であるとする説がある。
戦前の思想家の権藤成卿は、自家に伝わっていたとして『南淵書』という本を公にし、これを中臣鎌子（のちの藤原鎌足）の手になる南淵請安の講義録だとした。この本は五・一五事件や二・二六事件に関わった青年将校らの間でも読まれたが、実際には権藤がクーデターを使嗾するために創作した偽書と解されている。

## 演じた人物
- 仲代達矢 -（大化改新、2005年）